# The French Spy (film 1912)
The French Spy è un cortometraggio muto del 1912 diretto da Laurence Trimble.

## Produzione
Il film fu prodotto dalla Vitagraph Company of America.

## Distribuzione
Distribuito dalla General Film Company, il film - un cortometraggio in tre bobine - uscì nelle sale cinematografiche statunitensi il 17 giugno 1912. Nel Regno Unito, fu distribuito il 3 ottobre 1912.